# Wallaba
Wallaba  (лат.) — род аранеоморфных пауков из подсемейства Amycinae в семействе пауков-скакунов (Salticidae). Два вида распространены на Больших Антильских островах и третий в Гвиане (северо-восток Южной Америки).

## Виды
- Wallaba albopalpis (Peckham & Peckham, 1901) — Ямайка
- Wallaba decora Bryant, 1943 — Гаити
- Wallaba metallica Mello-Leitão, 1940 — Гвиана